# Science-Fiction-Jahre vor 1810
Übersicht

Science-Fiction-Jahre vor 1810 | 1811 | 1812 | 1813 | 1814 | ► | ►►

Weitere Ereignisse
Die Jahre vor 1810 umfassen die Vorläufer der Science-Fiction-Literatur. Das erste Werk der Weltliteratur, das als Science-Fiction-Roman angesprochen werden kann, ist Mary Shelleys 1816 erschienener Frankenstein. Aber da der weitgehend vergessene Deutsche Autor Julius von Voß schon 1810 mit Ini einen Roman veröffentlichte, der alle Merkmale späterer Science-Fiction aufweist, kann der Beginn der deutschsprachigen Science-Fiction-Literatur auf 1810 angesetzt werden, auch wenn viele der danach veröffentlichten Werke eher als Utopien bzw. Proto-SF gelten müssen.
Bei den Vorläufern werden auch einige Texte aufgeführt, die sich im Grenzbereich zwischen fiktiver und diskursiver Literatur bewegen.

## Ereignisse
- 1787–1789: Charles Garnier veröffentlicht Voyages imaginaires, songes, visions, et romans cabalistiques, eine Reihe phantastischer Erzählungen sowohl französischer als auch englischer Autoren. Bis zum Ausbruch der französischen Revolution erscheinen 36 Bände.[2]

## Neuerscheinungen Literatur
| Jahr      | Deutscher Titel | Deutschsprachiges Erscheinungsjahr | Originaltitel                                                                 | Autor                               | Anmerkungen                                                                      |
| --------- | --- | ---------------------------------- | ----------------------------------------------------------------------------- | ----------------------------------- | -------------------------------------------------------------------------------- |
| 2. Jhdt.  | Wahre Geschichten |                                    | Ἀληθῆ διηγήματα                                                               | Lukian von Samosata                 |                                                                                  |
| um 900    | |                                    | Theologus Autodidactus (arabisch الرسالة الكاملية في السيرة النبوية)          | Ibn an-Nafīs                        |                                                                                  |
| 1516      | Utopia | 1524                               | De optimo rei publicae statu deque nova Insula Utopia                         | Thomas Morus                        | utopischer Roman                                                                 |
| 1555      | |                                    | De Eudaemonensium Republica Commentariolus                                    | Kaspar Stiblin                      | Utopie                                                                           |
| 1619      | Christianopolis |                                    | Reipublicae Christianopolitanae descriptio                                    | Johann Valentin Andreae             | christliche Utopie                                                               |
| 1623      | Der Sonnenstaat |                                    | La città del Sole                                                             | Tommaso Campanella                  | 1602 verfasste politische Utopie                                                 |
| 1627      | Neu-Atlantis |                                    | Nova Atlantis                                                                 | Francis Bacon                       | utopischer Roman                                                                 |
| 1634      | Der Traum |                                    | Somnium                                                                       | Johannes Kepler                     | 1608 verfasste Beschreibung einer Mondreise                                      |
| 1638      | Der Mann im Mond |                                    | The Man in the Moone                                                          | Francis Godwin                      | Beschreibung einer Mondreise                                                     |
| 1638      | Vertheidigter Copernicus |                                    | The Discovery of a World in the Moone                                         | John Wilkins                        | barocke Machbarkeitsstudie                                                       |
| 1657      | Die Reise zum Mond |                                    | Les États et Empires de la Lune                                               | Cyrano de Bergerac                  | satirischer Roman, postum erschienen                                             |
| 1662      | Die Reise zu den Mondstaaten und Sonnenreichen                                                                                  |                                    | Les États et Empires du Soleil                                                | Cyrano de Bergerac                  | Romanfragment, postum erschienen                                                 |
| 1666      | Die gleißende Welt | 2001                               | The Blazing World                                                             | Margaret Cavendish                  |                                                                                  |
| 1676      | |                                    | La Terre australe connue                                                      | Gabriel de Foigny                   | utopischer Roman mit der Beschreibung einer von Hermaphroditen bevölkerten Insel |
| 1686      | Dialogen über die Mehrheit der Welten                                                                                           | 1789                               | Entretiens sur la pluralité des mondes                                        | Bernard de Fontenelle               |                                                                                  |
| 1692      | |                                    | Voyage du monde de Descartes                                                  | Gabriel Daniel                      | Satire auf die Wirbel-Theorie von René Descartes in Form einer imaginären Reise  |
| 1698      | Weltbeschauer, oder vernünftige Muthmaßungen, daß die Planeten nicht weniger geschmükt und bewohnet seyn, als unsere Erde       | 1767                               | Cosmotheoros                                                                  | Christiaan Huygens                  | Spekulationen über außerirdisches Leben                                          |
| 1705      | Der Konsolidator oder: Erinnerungen an mannigfache Begegnungen mit der Welt des Mondes                                          |                                    | The Consolidator or Memoirs of Sundry Transactions From the World in the Moon | Daniel Defoe                        |                                                                                  |
| 1726      | Gullivers Reisen |                                    | Gulliver’s Travels                                                            | Jonathan Swift                      | insbesondere Teil 3 mit der Beschreibung der fliegenden Insel Laputa             |
| 1731–1743 | Insel Felsenburg |                                    |                                                                               | Johann Gottfried Schnabel           | utopischer Roman in 4 Bänden                                                     |
| 1741      | Niels Klims unterirdische Reise                                                                                                 | 1741                               | Nicolai Klimii iter subterraneum                                              | Ludvig Holberg                      | satirische Utopie                                                                |
| 1744      | Die Geschwinde Reise auf dem Lufft-Schiff nach der obern Welt                                                                   |                                    |                                                                               | Eberhard Christian Kindermann       | religiöse Utopie                                                                 |
| 1750      | |                                    | Relation du monde de Mercure                                                  | de Béthune                          |                                                                                  |
| 1752      | Mikromegas | 1752                               | Micromégas                                                                    | Voltaire                            |                                                                                  |
| 1765      | |                                    | Voyages de Milord Céton dans les sept planettes, ou, Le nouveau mentor        | Marie-Anne Robert                   |                                                                                  |
| 1771      | Das Jahr 2440: ein Traum aller Träume                                                                                           | 1982                               | L’An 2440, rêve s’il en fut jamais                                            | Louis-Sébastien Mercier             |                                                                                  |
| 1780      | |                                    | Le Passage du Pôle Arctique au Pôle Antarctique par le centre du Monde        | [anonym]                            | phantastische Reise vom Nord- zum Südpol durch das Erdinnere                     |
| 1781      | |                                    | La Découverte australe par un homme volant, ou Le Dédale français             | Restif de la Bretonne               | utopischer Roman                                                                 |
| 1790      | Reise eines Erdbewohners in den Mars                                                                                            |                                    |                                                                               | Carl Ignaz Geiger                   | utopische Satire                                                                 |
| 1791      | Reise eines Marsbewohners auf die Erde                                                                                          |                                    |                                                                               | Johann Christoph Röhling            | utopischer Roman                                                                 |
| 1800      | Guirlanden um Die Urnen der Zukunft: Eine interessante, originelle Familiengeschichte aus dem drei und zwanzigsten Jahrhunderte |                                    |                                                                               | A. K. Ruh                           | vermutlich Pseudonym von Johann Joseph Polt                                      |
| 1805      | Der letzte Mensch | 2015                               | Le Dernier Homme                                                              | Jean-Baptiste-Christophe Grainville | postapokalyptischer Roman                                                        |
| 1810      | Ini. Ein Roman aus dem ein und zwanzigsten Jahrhundert                                                                          |                                    |                                                                               | Julius von Voß                      | utopischer Roman                                                                 |

## Geboren
1571
- Johannes Kepler († 1630)

1686
- Johann Friedrich Bachstrom († 1742)

1740
- Louis-Sébastien Mercier († 1814)

1752
- Johann Friedrich Ernst Albrecht († 1814)

1756
- Carl Ignaz Geiger († 1791)

1759
- Wilhelm Friedrich von Meyern († 1829)

1762
- Theophil Friedrich Ehrmann († 1811)

1768
- Julius von Voß († 1832)

1775
- George Tucker († 1861)

1776
- E. T. A. Hoffmann († 1822)

1794
- Jacques Collin de Plancy († 1881)

1806
- Émile Souvestre († 1854)

1809
- Edgar Allan Poe († 1849)

## Gestorben
1630
- Johannes Kepler (* 1571)

1742
- Johann Friedrich Bachstrom (* 1686)

1791
- Carl Ignaz Geiger (* 1756)